# Cheia (okręg Prahova)
Cheia – wieś w Rumunii, w okręgu Prahova, w gminie Măneciu. W 2011 roku liczyła 346 mieszkańców.